# Morti nel 2020/Novembre
| Questa pagina contiene informazioni ricavate automaticamente dalle voci biografiche con l'ausilio del template Bio e di un bot. L'aggiornamento è periodico e automatico e ricostruisce completamente la pagina. Se manca una persona in questa lista, sei pregato di non aggiungerla, ma accertati piuttosto che la sua voce biografica contenga il template Bio e che i dati anagrafici siano correttamente compilati. Se il template Bio manca, inseriscilo tu stesso o, in alternativa, metti l'avviso {{tmp\|Bio}} che ne segnala la mancanza. Se i dati riportati sono sbagliati, correggi direttamente la voce biografica; le modifiche saranno visibili in questa lista entro pochi giorni. Per chiarimenti vedi il progetto biografie. La lista contiene solo le 259 persone che sono citate nell'enciclopedia e per le quali è stato implementato correttamente il template Bio. Pagina aggiornata al 18 ago 2025. |

- 1º novembre - Carol Arthur, attrice statunitense (n. 1935)
- 1º novembre - Rachel Caine, scrittrice statunitense (n. 1962)
- 1º novembre - Yalçın Granit, cestista e allenatore di pallacanestro turco (n. 1932)
- 1º novembre - Pedro Iturralde, sassofonista spagnolo (n. 1929)
- 1º novembre - Nikolaj Maksjuta, politico, ingegnere e dirigente d'azienda russo (n. 1947)
- 1º novembre - Donald McDermott, pattinatore di velocità su ghiaccio statunitense (n. 1929)
- 1º novembre - Nikki McKibbin, cantante, compositrice e personaggio televisivo statunitense (n. 1978)
- 1º novembre - Giuseppe Maria Pilo, storico dell'arte italiano (n. 1929)
- 1º novembre - Stafford Poole, presbitero e storico statunitense (n. 1930)
- 1º novembre - Giancarlo Rosati, medico italiano (n. 1938)
- 2 novembre - Nancy Darsch, allenatrice di pallacanestro statunitense (n. 1951)
- 2 novembre - Luigi Giampaolino, magistrato italiano (n. 1938)
- 2 novembre - Ahmed Laraki, politico marocchino (n. 1931)
- 2 novembre - Gigi Proietti, attore e doppiatore italiano (n. 1940)
- 2 novembre - Rodolfo Rabanal, scrittore, giornalista e politico argentino (n. 1940)
- 2 novembre - Ettore Recagni, allenatore di calcio e calciatore italiano (n. 1937)
- 2 novembre - John Sessions, attore e comico britannico (n. 1953)
- 2 novembre - Bartolomeo Sorge, gesuita, teologo e politologo italiano (n. 1929)
- 2 novembre - Rajko Đurić, scrittore, poeta e politico serbo (n. 1947)
- 3 novembre - Isaac Alvarez, coreografo, mimo e attore teatrale francese (n. 1930)
- 3 novembre - Gennadij Bucharin, canoista sovietico (n. 1929)
- 3 novembre - Taymi Chappé, schermitrice cubana (n. 1968)
- 3 novembre - Claude Giraud, attore e doppiatore francese (n. 1936)
- 3 novembre - Emilio Pasquini, filologo e storico della letteratura italiano (n. 1935)
- 3 novembre - Jacques Pereira, calciatore portoghese (n. 1955)
- 4 novembre - Mario Conti, calciatore italiano (n. 1935)
- 4 novembre - Wolfgang Döring, architetto tedesco (n. 1934)
- 4 novembre - Ken Hensley, tastierista, polistrumentista e cantante britannico (n. 1945)
- 4 novembre - Faraaz Khan, attore e modello indiano (n. 1970)
- 4 novembre - Sergio Matteucci, attore, doppiatore e conduttore radiofonico italiano (n. 1931)
- 4 novembre - Tom Metzger, attivista statunitense (n. 1938)
- 5 novembre - Len Barry, cantante statunitense (n. 1942)
- 5 novembre - Zoilo Domínguez, cestista argentino (n. 1939)
- 5 novembre - Jim Marurai, politico cookese (n. 1947)
- 5 novembre - Leonid Osipov, pallanuotista sovietico (n. 1943)
- 5 novembre - Geoffrey Palmer, attore britannico (n. 1927)
- 5 novembre - Jim Ramstad, politico statunitense (n. 1946)
- 5 novembre - Reynaert, cantante belga (n. 1955)
- 6 novembre - Giuseppe Amadei, politico italiano (n. 1919)
- 6 novembre - King Von, rapper e criminale statunitense (n. 1994)
- 6 novembre - Gianni Clerici, giocatore di baseball italiano (n. 1947)
- 6 novembre - Stefano D'Orazio, batterista, paroliere e cantante italiano (n. 1948)
- 6 novembre - June Foulds-Paul, velocista britannica (n. 1934)
- 6 novembre - Ferdinando Margutti, politico italiano (n. 1934)
- 6 novembre - Luke Rhinehart, scrittore statunitense (n. 1932)
- 6 novembre - Jan Rodvang, calciatore e allenatore di calcio norvegese (n. 1939)
- 6 novembre - Piero Simondo, pittore italiano (n. 1928)
- 6 novembre - Fernando Ezequiel Solanas, regista e politico argentino (n. 1936)
- 6 novembre - Ken Spears, animatore e produttore televisivo statunitense (n. 1938)
- 6 novembre - Natan Zach, scrittore e poeta israeliano (n. 1930)
- 7 novembre - Cándido Camero, percussionista e polistrumentista cubano (n. 1921)
- 7 novembre - Abdelkader Guerroudj, politico algerino (n. 1928)
- 7 novembre - Rina Macrelli, sceneggiatrice, scrittrice e conduttrice televisiva italiana (n. 1929)
- 7 novembre - Jonathan Sacks, rabbino e politico britannico (n. 1948)
- 7 novembre - Moustapha Safouan, scrittore, psicanalista e traduttore egiziano (n. 1921)
- 7 novembre - Anicetus Bongsu Antonius Sinaga, arcivescovo cattolico indonesiano (n. 1941)
- 7 novembre - Joan Whelan, modella statunitense (n. 1930)
- 7 novembre - Yang Zhenduo, artista marziale cinese (n. 1926)
- 8 novembre - Giorgio Da Mommio, politico italiano (n. 1932)
- 8 novembre - Saeb Erekat, diplomatico e politico palestinese (n. 1955)
- 8 novembre - Elio Grassi, allenatore di calcio e calciatore italiano (n. 1932)
- 8 novembre - Chuck Mrazovich, cestista e allenatore di pallacanestro statunitense (n. 1924)
- 8 novembre - Leopoldo Raimondi, calciatore italiano (n. 1938)
- 8 novembre - Benedito Roberto, arcivescovo cattolico angolano (n. 1946)
- 8 novembre - Alex Trebek, conduttore televisivo canadese (n. 1940)
- 8 novembre - Vanusa, cantante brasiliana (n. 1947)
- 9 novembre - Fernando Atzori, pugile italiano (n. 1942)
- 9 novembre - Israel Horovitz, drammaturgo e sceneggiatore statunitense (n. 1939)
- 9 novembre - Fiamma Lanzara, imprenditrice italiana (n. 1945)
- 9 novembre - Rodolfo Marcenaro, animatore, vignettista e fumettista italiano (n. 1937)
- 9 novembre - Marco Santagata, scrittore, critico letterario e storico della letteratura italiano (n. 1947)
- 9 novembre - Heidar Shonjani, nuotatore e pallanuotista iraniano (n. 1945)
- 10 novembre - Carlo Bordini, poeta e storico italiano (n. 1938)
- 10 novembre - Antonio Boyer, baritono italiano (n. 1932)
- 10 novembre - Charles Corver, arbitro di calcio olandese (n. 1936)
- 10 novembre - Dino da Costa, calciatore brasiliano (n. 1931)
- 10 novembre - Renzo Gattegna, avvocato italiano (n. 1939)
- 10 novembre - Tom Heinsohn, cestista e allenatore di pallacanestro statunitense (n. 1934)
- 10 novembre - Tom Morrow, calciatore nordirlandese (n. 1946)
- 10 novembre - Günther Pfaff, canoista austriaco (n. 1939)
- 10 novembre - Juan Cruz Sol, calciatore spagnolo (n. 1947)
- 10 novembre - Amadou Toumani Touré, politico e generale maliano (n. 1948)
- 10 novembre - Carlo Vitrano, lottatore italiano (n. 1938)
- 10 novembre - Tony Waiters, calciatore e allenatore di calcio inglese (n. 1937)
- 10 novembre - Sven Wollter, attore svedese (n. 1934)
- 11 novembre - Carlos Campos, calciatore cileno (n. 1937)
- 11 novembre - Francesc-Xavier Ciuraneta Aymí, vescovo cattolico spagnolo (n. 1940)
- 11 novembre - Vincenzo Di Grezia, politico italiano (n. 1942)
- 11 novembre - Mileta Lisica, cestista jugoslavo (n. 1966)
- 11 novembre - Jorge Llopart, marciatore spagnolo (n. 1952)
- 11 novembre - Les Massie, calciatore scozzese (n. 1935)
- 11 novembre - Giuliana Minuzzo, sciatrice alpina italiana (n. 1931)
- 11 novembre - MO3, rapper statunitense (n. 1992)
- 11 novembre - Carlo Proietti, politico italiano (n. 1943)
- 11 novembre - Gonçalo Ribeiro Telles, politico portoghese (n. 1922)
- 11 novembre - Khalifa bin Salman Al Khalifa, politico bahreinita (n. 1935)
- 12 novembre - Nella Brambatti, politica italiana (n. 1949)
- 12 novembre - Boris Gurevič, lottatore sovietico (n. 1937)
- 12 novembre - Kanybek Isakov, politico e filologo kirghiso (n. 1969)
- 12 novembre - Nelly Kaplan, regista e scrittrice argentina (n. 1931)
- 12 novembre - Lynn Kellogg, attrice e cantante statunitense (n. 1943)
- 12 novembre - Masatoshi Koshiba, fisico giapponese (n. 1926)
- 12 novembre - Tibor Méray, scrittore e giornalista ungherese (n. 1924)
- 12 novembre - Albert Quixall, calciatore inglese (n. 1933)
- 12 novembre - Jerry Rawlings, militare e politico ghanese (n. 1947)
- 12 novembre - Gernot Roll, direttore della fotografia tedesco (n. 1939)
- 12 novembre - Krasnodar Rora, allenatore di calcio e calciatore jugoslavo (n. 1945)
- 12 novembre - Quintino Scolavino, pittore italiano (n. 1945)
- 12 novembre - Aldo Tambellini, artista italiano (n. 1930)
- 12 novembre - Ettore Trevisan, allenatore di calcio e calciatore italiano (n. 1929)
- 12 novembre - Howard Winter, mafioso statunitense (n. 1929)
- 13 novembre - Viden Apostolov, calciatore bulgaro (n. 1941)
- 13 novembre - Terry Duerod, cestista statunitense (n. 1956)
- 13 novembre - Paul Hornung, giocatore di football americano statunitense (n. 1935)
- 13 novembre - Attila Horváth, discobolo ungherese (n. 1967)
- 13 novembre - Louis Rostollan, ciclista su strada francese (n. 1936)
- 13 novembre - Peter Sutcliffe, serial killer britannico (n. 1946)
- 13 novembre - John Meurig Thomas, chimico e storico della scienza britannico (n. 1932)
- 13 novembre - Günther Wirth, calciatore tedesco orientale (n. 1933)
- 14 novembre - Armen Borisovič Džigarchanjan, attore russo (n. 1935)
- 14 novembre - Hasan Muratović, politico e diplomatico bosniaco (n. 1940)
- 14 novembre - Des O'Connor, showman e cantante britannico (n. 1932)
- 14 novembre - Eugenia Ratti, soprano italiano (n. 1933)
- 14 novembre - Kay Wiestål, allenatore di calcio e calciatore svedese (n. 1940)
- 15 novembre - Mahjoubi Aherdane, politico, poeta e pittore berbero (n. 1922)
- 15 novembre - Carlos Amadeu, allenatore di calcio brasiliano (n. 1965)
- 15 novembre - Soumitra Chatterjee, attore indiano (n. 1935)
- 15 novembre - Ray Clemence, calciatore e allenatore di calcio inglese (n. 1948)
- 15 novembre - Rudolf Kippenhahn, astrofisico e scrittore tedesco (n. 1926)
- 15 novembre - Giovanni Travaglini, politico e ingegnere italiano (n. 1924)
- 15 novembre - Ivan Vandor, compositore e etnomusicologo italiano (n. 1932)
- 15 novembre - Raúl Eduardo Vela Chiriboga, cardinale e arcivescovo cattolico ecuadoriano (n. 1934)
- 15 novembre - Felice Virno, pallanuotista e chirurgo italiano (n. 1930)
- 15 novembre - Arnold de Vos, poeta olandese (n. 1937)
- 16 novembre - Manlio Armellini, giornalista, editore e manager italiano (n. 1937)
- 16 novembre - Dairon Blanco, calciatore cubano (n. 1992)
- 16 novembre - Antōnīs Geōrgiadīs, allenatore di calcio e calciatore greco (n. 1933)
- 16 novembre - Henryk Roman Gulbinowicz, cardinale e arcivescovo cattolico polacco (n. 1923)
- 16 novembre - David Hemblen, attore e doppiatore britannico (n. 1941)
- 16 novembre - Isa Stoppi, supermodella italiana (n. 1946)
- 16 novembre - Bruce Swedien, produttore discografico statunitense (n. 1934)
- 16 novembre - Walid al-Mouallem, politico siriano (n. 1941)
- 17 novembre - Daniela Calvino, attrice italiana (n. 1938)
- 17 novembre - Angelo Caroli, giornalista, scrittore e calciatore italiano (n. 1937)
- 17 novembre - Walt Davis, altista e cestista statunitense (n. 1931)
- 17 novembre - Roland Hermann, baritono tedesco (n. 1936)
- 17 novembre - Sverre Olsen, calciatore norvegese (n. 1928)
- 17 novembre - Jean Ramez, schermidore francese (n. 1932)
- 17 novembre - Saviana Scalfi, attrice e regista teatrale italiana (n. 1938)
- 18 novembre - Iwannis Louis Awad, vescovo cattolico siriano (n. 1934)
- 18 novembre - George Carter, cestista statunitense (n. 1944)
- 18 novembre - Emmanuel Crenn, ciclista su strada francese (n. 1932)
- 18 novembre - Pim Doesburg, calciatore olandese (n. 1943)
- 18 novembre - Umar Arteh Ghalib, politico somalo (n. 1930)
- 18 novembre - Kirby Morrow, attore, doppiatore e scrittore canadese (n. 1973)
- 18 novembre - Emilio Lepetit, giocatore di baseball e dirigente sportivo italiano (n. 1930)
- 18 novembre - Adam Musiał, calciatore polacco (n. 1948)
- 18 novembre - Juan Domingo Roldán, pugile argentino (n. 1957)
- 18 novembre - Pietro Rossi, compositore di scacchi italiano (n. 1924)
- 18 novembre - Mridula Sinha, scrittrice e politica indiana (n. 1942)
- 18 novembre - Ernesto Tross, artista, scrittore e velista tedesco (n. 1932)
- 19 novembre - Antonio Del Donno, pittore e scultore italiano (n. 1927)
- 19 novembre - Erik Jager, cestista olandese (n. 1942)
- 19 novembre - Potito Pedarra, musicologo italiano (n. 1945)
- 19 novembre - Alfredo Pigna, conduttore televisivo, sceneggiatore e telecronista sportivo italiano (n. 1926)
- 19 novembre - Jake Scott, giocatore di football americano statunitense (n. 1945)
- 20 novembre - Antonio Ambrosetti, matematico italiano (n. 1944)
- 20 novembre - Ernesto Canto, marciatore messicano (n. 1959)
- 20 novembre - Erich Haase, calciatore tedesco orientale (n. 1932)
- 20 novembre - Sue Henry, scrittrice statunitense (n. 1940)
- 20 novembre - Ján Hucko, calciatore e allenatore di calcio cecoslovacco (n. 1932)
- 20 novembre - Irinej, monaco cristiano, vescovo ortodosso e arcivescovo ortodosso serbo (n. 1930)
- 20 novembre - Judith Jarvis Thomson, filosofa e scrittrice statunitense (n. 1929)
- 20 novembre - Ivo Pavone, fumettista italiano (n. 1929)
- 20 novembre - Valentina Pedicini, regista e sceneggiatrice italiana (n. 1978)
- 20 novembre - Rita Sargsyan, first lady armena (n. 1962)
- 20 novembre - Ken Schinkel, dirigente sportivo, allenatore di hockey su ghiaccio e hockeista su ghiaccio canadese (n. 1932)
- 20 novembre - Takao Yaguchi, fumettista giapponese (n. 1939)
- 21 novembre - Dena Dietrich, attrice statunitense (n. 1928)
- 21 novembre - László Dániel, militare e aviatore ungherese (n. 1922)
- 21 novembre - Pedro Fernández Cantero, calciatore paraguaiano (n. 1946)
- 21 novembre - Oliver Friggieri, scrittore, poeta e critico letterario maltese (n. 1947)
- 21 novembre - Beppe Modenese, dirigente d'azienda italiano (n. 1929)
- 21 novembre - Jožef Smej, vescovo cattolico, teologo e scrittore sloveno (n. 1922)
- 22 novembre - Carlo Ausino, regista e direttore della fotografia italiano (n. 1938)
- 22 novembre - Francesca Cipriani, cestista italiana (n. 1925)
- 22 novembre - Doris De Agostini, sciatrice alpina svizzera (n. 1958)
- 22 novembre - Billy Evans, cestista statunitense (n. 1932)
- 22 novembre - Pietro Fontana, calciatore e allenatore di calcio italiano (n. 1944)
- 22 novembre - Gonzalo Galván Castillo, vescovo cattolico messicano (n. 1951)
- 22 novembre - Keijo Hynninen, cestista finlandese (n. 1929)
- 22 novembre - Ferdinand Kinsky von Wchinitz und Tettau, politologo tedesco (n. 1934)
- 22 novembre - Maurice Setters, calciatore e allenatore di calcio inglese (n. 1936)
- 23 novembre - Sidi Mohamed Ould Cheikh Abdallahi, politico mauritano (n. 1938)
- 23 novembre - Franco Archibugi, economista e urbanista italiano (n. 1926)
- 23 novembre - Vinicio Bernardini, politico italiano (n. 1926)
- 23 novembre - Vittorio Catani, scrittore italiano (n. 1940)
- 23 novembre - Karl Dall, attore, showman e cantante tedesco (n. 1941)
- 23 novembre - Abby Dalton, attrice statunitense (n. 1932)
- 23 novembre - David Dinkins, politico statunitense (n. 1927)
- 23 novembre - Marco Virgilio Ferrari, vescovo cattolico italiano (n. 1932)
- 23 novembre - Tarun Gogoi, politico indiano (n. 1934)
- 23 novembre - Klaus Heinrich, storico delle religioni e filosofo tedesco (n. 1927)
- 23 novembre - Anele Ngcongca, calciatore sudafricano (n. 1987)
- 23 novembre - John Oldham, cestista, allenatore di pallacanestro e dirigente sportivo statunitense (n. 1923)
- 23 novembre - Carlo Revelli, bibliotecario, archivista e paleografo italiano (n. 1926)
- 23 novembre - Günter Rittner, pittore e illustratore tedesco (n. 1927)
- 23 novembre - Laura Rizzoli, attrice, doppiatrice e direttrice del doppiaggio italiana (n. 1932)
- 23 novembre - Nikola Spasov, allenatore di calcio e calciatore bulgaro (n. 1958)
- 23 novembre - Simeon Varčev, allenatore di pallacanestro bulgaro (n. 1943)
- 23 novembre - Viktor Zimin, politico russo (n. 1962)
- 24 novembre - Christophe Dominici, rugbista a 15 e allenatore di rugby a 15 francese (n. 1972)
- 24 novembre - Yaroslav Horak, fumettista australiano (n. 1927)
- 24 novembre - Damián Iguacén Borau, vescovo cattolico spagnolo (n. 1916)
- 24 novembre - Vasilij Jakuša, canottiere sovietico (n. 1958)
- 24 novembre - Kambuzia Partovi, regista e sceneggiatore iraniano (n. 1955)
- 24 novembre - Jacques Secrétin, tennistavolista francese (n. 1949)
- 24 novembre - Mamadou Tandja, politico nigerino (n. 1938)
- 25 novembre - Marcello Brunelli, neurofisiologo italiano (n. 1939)
- 25 novembre - Flor Silvestre, cantante, attrice e cavallerizza messicana (n. 1930)
- 25 novembre - Diego Armando Maradona, calciatore, allenatore di calcio e dirigente sportivo argentino (n. 1960)
- 25 novembre - Guido Michelini, glottologo e linguista italiano (n. 1951)
- 25 novembre - Camilla Wicks, violinista statunitense (n. 1928)
- 25 novembre - James Wolfensohn, banchiere, economista e schermidore australiano (n. 1933)
- 26 novembre - Fritz Cejka, calciatore austriaco (n. 1928)
- 26 novembre - Cecilia Fusco, soprano italiano (n. 1933)
- 26 novembre - Dimităr Largov, calciatore bulgaro (n. 1936)
- 26 novembre - Alfonso Milián Sorribas, vescovo cattolico spagnolo (n. 1939)
- 26 novembre - Maria Antonia Modolo, medico e politica italiana (n. 1929)
- 26 novembre - Tevita Momoedonu, politico e diplomatico figiano (n. 1946)
- 26 novembre - Daria Nicolodi, attrice e sceneggiatrice italiana (n. 1950)
- 26 novembre - Leonid Sergeevič Popov, regista sovietico (n. 1938)
- 26 novembre - Celestino Vercelli, ciclista su strada e dirigente sportivo italiano (n. 1946)
- 26 novembre - Sadiq al-Mahdi, politico sudanese (n. 1935)
- 27 novembre - Kevin Burnham, velista statunitense (n. 1956)
- 27 novembre - Selva Casal, poetessa uruguaiana (n. 1927)
- 27 novembre - Luis Grimaldi, allenatore di calcio uruguaiano (n. 1937)
- 27 novembre - Mohsen Fakhrizadeh, fisico iraniano (n. 1958)
- 28 novembre - Francesco Nerli, politico italiano (n. 1948)
- 28 novembre - Vítor Oliveira, allenatore di calcio e calciatore portoghese (n. 1953)
- 28 novembre - David Prowse, attore, culturista e sollevatore britannico (n. 1935)
- 29 novembre - Ben Bova, autore di fantascienza e sceneggiatore statunitense (n. 1932)
- 29 novembre - Edda Bresciani, egittologa e archeologa italiana (n. 1930)
- 29 novembre - Marco Dino Brogi, arcivescovo cattolico italiano (n. 1932)
- 29 novembre - Vincenzo Desario, dirigente d'azienda e economista italiano (n. 1933)
- 29 novembre - Papa Bouba Diop, calciatore senegalese (n. 1978)
- 29 novembre - Jack Foley, cestista statunitense (n. 1939)
- 29 novembre - Ernesto Galli, calciatore e allenatore di calcio italiano (n. 1945)
- 29 novembre - Mario Lavagetto, critico letterario italiano (n. 1939)
- 29 novembre - Giorgio Morales, politico italiano (n. 1932)
- 29 novembre - Peg Murray, attrice e cantante statunitense (n. 1924)
- 29 novembre - Remo Sernagiotto, politico italiano (n. 1955)
- 30 novembre - Irina Antonova, museologa e storica dell'arte russa (n. 1922)
- 30 novembre - Bruno Begnotti, architetto, urbanista e vignettista italiano (n. 1925)
- 30 novembre - Arturo Benvenuti, pittore, poeta e fotografo italiano (n. 1923)
- 30 novembre - Enrico Bertorelli, attore e doppiatore italiano (n. 1943)
- 30 novembre - Aleksandr Şatskïx, calciatore kazako (n. 1974)
- 30 novembre - Tan Eng Bock, pallanuotista singaporiano (n. 1936)
- 30 novembre - Adelio Verga, calciatore italiano (n. 1938)